# Nandina domestica
Nandina domestica is een struik uit de berberisfamilie (Berberidaceae), de enige soort van het geslacht Nandina, afkomstig uit Zuidoost-Azië, Japan en de Himalaya. De plant wordt in Nederland ook wel 'Hemelse bamboe' genoemd. 

## Kenmerken
Het betreft een opgaande heester die in China en Japan tot 2 meter hoog wordt, maar in Nederland een hoogte van maximaal 1,5 meter bereikt. De plant maakt vanuit de bodem nieuwe spruiten aan en vertakt zich niet. De glanzende bladeren zijn in principe groenblijvend (alhoewel Nandina in koudere gebieden ook wel blad verliest). De bladeren zijn 50 tot soms 100 centimeter lang en bestaan uit meerdere subbladeren van 15 centimeter lang en 3 centimeter breed. Jonge bladeren zijn helderrood, worden daarna groen, maar verkleuren later wederom naar rood. De struik vormt in de lente trossen kleine witte bloemen, waaruit later kleine helderrode bessen ontstaan die de hele winter aan de struik blijven zitten.

## Cultivering en gebruik in de tuin
Nandina domestica werd al eeuwen in Chinese en Japanse tuinen toegepast toen de Engelsman William Kerr - die in de Chinese provincie Kanton werkzaam was - de struik in 1804 naar Londen stuurde. Aanvankelijk bestonden twijfels over de winterhardheid van de plant, zodat men de struik aanvankelijk vooral in kassen dan wel in potten kweekte. Tegenwoordig wordt Nandina ook in tuinen aangeplant; de plant is goed winterhard tot -12C. De meeste Nederlandse winters komt de struik goed door, maar in incidentele gevallen is bescherming met noppenfolie aan te raden. In Japan is de plant zeer populair; daar kunnen tuiniers kiezen uit zo'n 65 cultivars.
In Nederland wordt Nandina relatief weinig toegepast in tuinen. De struik is geschikt voor een lichte plaats in de halfschaduw en neemt genoegen met weinig zorg. De plant vermeerdert zich door worteluitlopersen door zaaien door middel van de bessen, reden waarom Nandina in Florida als een invasieve plant wordt beschouwd die inheemse soorten zou kunnen verdringen. In Nederland worden geen problemen op dit vlak gerapporteerd.